# Selenocosmia
Genre
Synonymes
- Phrictus L. Koch, 1874 nec Spinola, 1839
- Phlogius Simon, 1887
- Selenopelma Schmidt & Krause, 1995

Selenocosmia est un genre d'araignées mygalomorphes de la famille des Theraphosidae.

## Distribution
Les espèces de ce genre se rencontrent en Asie et en Océanie.

## Description

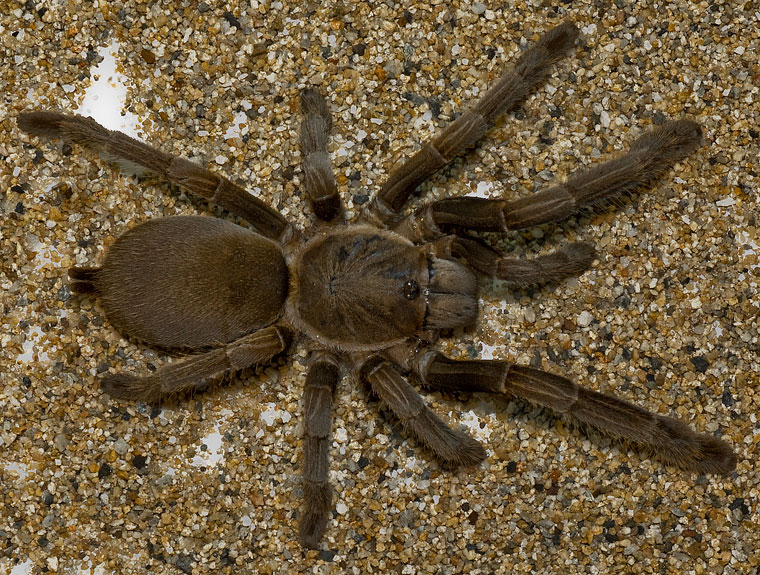
Selenocosmia crassipes

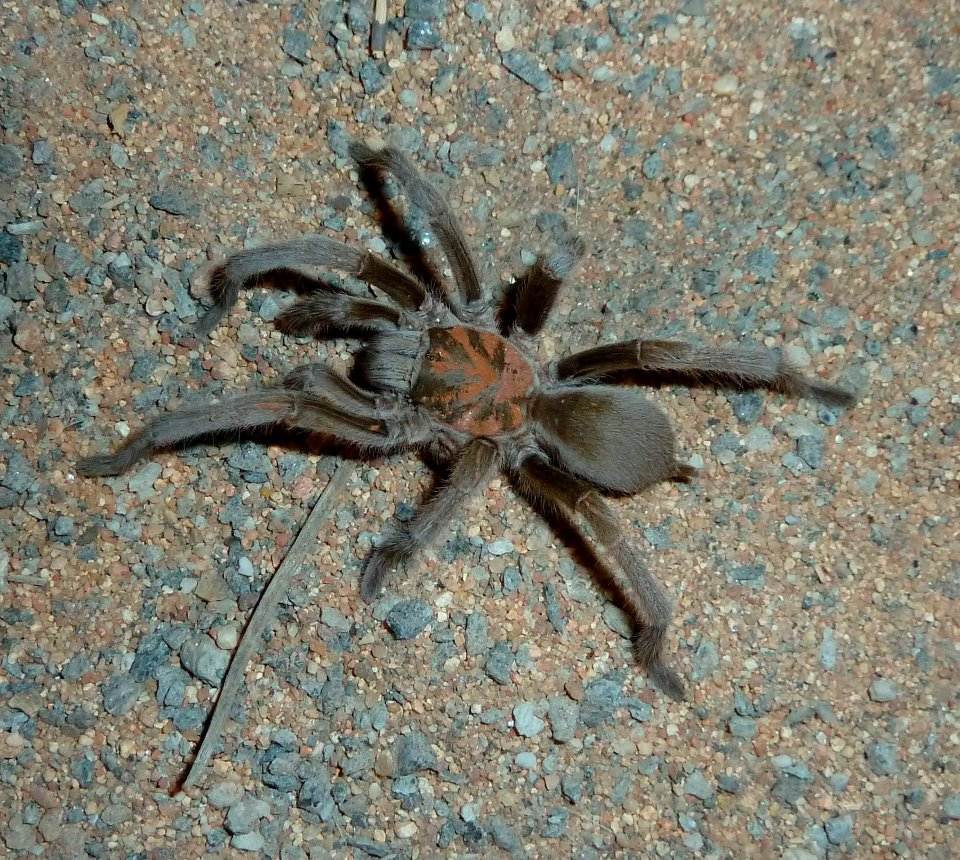
Selenocosmia stirlingi

Elles émettent un bruit strident en frottant entre elles ses pièces buccales. Ces araignées attrapent des grenouilles, des insectes et de petits reptiles.

## Liste des espèces
Selon World Spider Catalog (version 26, 14/02/2025) :
- Selenocosmia anubis Yu, S. Y. Zhang, F. Zhang, Li & Yang, 2021
- Selenocosmia arndsti (Schmidt & von Wirth, 1991)
- Selenocosmia aruana Strand, 1911
- Selenocosmia barensteinerae (Schmidt, Hettegger & Matthes, 2010)
- Selenocosmia compta Kulczyński, 1911
- Selenocosmia crassipes (L. Koch, 1874)
- Selenocosmia deliana Strand, 1913
- Selenocosmia effera (Simon, 1891)
- Selenocosmia fuliginea (Thorell, 1895)
- Selenocosmia hasselti Simon, 1891
- Selenocosmia hirtipes Strand, 1913
- Selenocosmia honesta Hirst, 1909
- Selenocosmia insignis (Simon, 1890)
- Selenocosmia javanensis (Walckenaer, 1837)
- Selenocosmia jiafu Zhu & Zhang, 2008
- Selenocosmia kovariki (Schmidt & Krause, 1995)
- Selenocosmia kulluensis Chamberlin, 1917
- Selenocosmia lanceolata Hogg, 1914
- Selenocosmia lanipes Ausserer, 1875
- Selenocosmia longiembola Yu, S. Y. Zhang, F. Zhang, Li & Yang, 2021
- Selenocosmia mittmannae (Barensteiner & Wehinger, 2005)
- Selenocosmia papuana Kulczyński, 1908
- Selenocosmia peerboomi (Schmidt, 1999)
- Selenocosmia pritami Dyal, 1935
- Selenocosmia qiani Yu, S. Y. Zhang, F. Zhang, Li & Yang, 2021
- Selenocosmia raciborskii Kulczyński, 1908
- Selenocosmia samarae (Giltay, 1935)
- Selenocosmia similis Kulczyński, 1911
- Selenocosmia stalkeri (Hirst, 1907)
- Selenocosmia stirlingi Hogg, 1901
- Selenocosmia strenua (Thorell, 1881)
- Selenocosmia strubelli Strand, 1913
- Selenocosmia sutherlandi Gravely, 1935
- Selenocosmia tahanensis Abraham, 1924
- Selenocosmia valida (Thorell, 1881)
- Selenocosmia xinhuaensis Zhu & Zhang, 2008
- Selenocosmia zhangzhengi Lin, 2022

## Systématique et taxinomie
Ce genre a été décrit par Ausserer en 1871 dans les Theraphosidae.
Phrictus L. Koch, 1874, préoccupé par Phrictus Spinola, 1839, remplacé par Phlogius par Simon en 1887 et Selenopelma ont été placés en synonymie par Raven en 2000.

## Publication originale
- Ausserer, 1871 : « Beiträge zur Kenntniss der Arachniden-Familie der Territelariae Thorell (Mygalidae Autor). » Verhandllungen der Kaiserlich-Kongiglichen Zoologish-Botanischen Gesellschaft in Wien, vol. 21, p. 117-224 (texte intégral).